# Energiefluss
Energiefluss ist der Prozess der Weitergabe physikalischer Energie zwischen verschiedenen technischen oder natürlichen Systemen. In der Energietechnik spricht man auch von Energieübertragung. Die Stärke eines Energieflusses ist eine Leistung. 

## Ökologischer und technischer Energiefluss
In der Ökologie bezeichnet Energiefluss den Energietransfer und die Energieumwandlung von eingestrahlter Sonnenenergie (oder von vorliegender chemischer Energie) im Ökosystem über die Biomasse der Primärproduzenten und die anschließende Nahrungskette (Konsumenten- und Destruentenkette). Der Energiefluss wird wie die physikalische Leistung als Energie pro Zeitspanne gemessen. Er hat demzufolge zum Beispiel eine der folgenden Einheiten, deren Einheitenzeichen nicht in eckige Klammern zu schreiben sind (DIN 1313):
- W (= Watt),
- J/s (= Joule pro Sekunde, 1 J/s = 1 W),
- J/d (= Joule pro Tag),
- PS (traditionelle technische Einheit Pferdestärke, 1 PS = 735,5 W)

Im energiewirtschaftlichen Bereich werden weitere Einheiten verwendet, z. B.
- kWh/d (= Kilowattstunden pro Tag) oder
- tSKE/a (= Tonnen Steinkohleeinheiten pro Jahr)

Wird der Energiefluss nicht für ein Individuum, eine Population oder eine technische Anlage angegeben, sondern für eine verteilte Energiequelle (z. B. bei der Primärproduktion eines Maisfeldes, in der Technik bei der Energiewandlung eines Solarkollektors), so gibt man eine auf die Fläche bezogene Leistung an, z. B.
- J/(m2 × d) (= Joule pro Quadratmeter und Tag) oder
- W/m2 (= Watt pro Quadratmeter).

In der Technik kann Energiefluss in denselben Einheiten wie in der Ökologie (vgl. Energiefluss-Diagramm) beschrieben werden, z. B. der Energiefluss von der Wasserkraft (Primärenergie als potenzielle Energie des gestauten Wassers) über die daraus gewonnene elektrische Energie (Sekundärenergie oder Energieträger) und die Einspeisung in das Bahnnetz zur Umwandlung in die Bewegungsenergie der Züge (Endenergie und Nutzenergie). Bei dieser Energieübertragung wird häufig ein großer Teil der Energie, zum Beispiel durch Netzverluste, als Abwärme frei.
Beiden Energiefluss-Systemen, den ökologischen wie den technischen, liegt das Prinzip der mehrfachen Energieumwandlung zugrunde, die bei jeder Wandlung nur mit einem bestimmten Wirkungsgrad operiert. Bei jedem Übergang von einer Energieform in eine andere wird Wärmeenergie frei. Ökologische Systeme zeigen beim Übergang von einer trophischen Ebene in die nächste (z. B. beim Übergang von Pflanzenfressern zu Raubtieren) im Verlaufe einer Nahrungskette Wirkungsgrade von vielfach nur um die 10 % oder weniger. Der Wirkungsgrad beim Wandel entlang technischer Energieflüsse kann sehr unterschiedlich sein.
In der realen Welt sind die ökologischen und die technischen Energieflüsse teilweise miteinander vernetzt, z. B. bei Nutzung der Wasserkraft oder der Biomasse als Primärenergie, bzw. – in umgekehrter Richtung – bei der Nutzung der Zugkraft eines Esels zum Antrieb einer Wasserförderanlage.

## Bedeutung des ökologischen Energieflusses

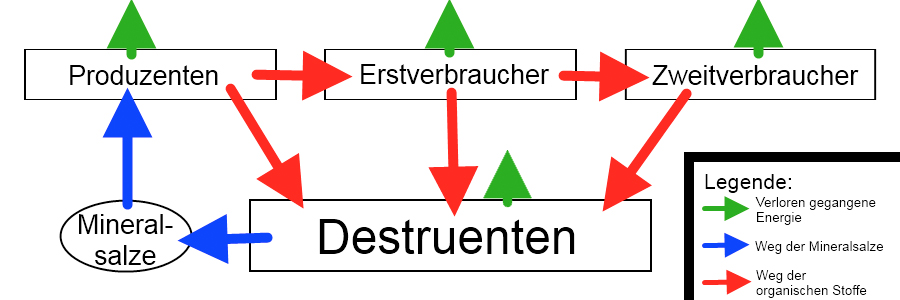
Der Stoffkreislauf und der Energiefluss im Ökosystem

Ökologische Energieflüsse können für Individuen, für Populationen, für Ökosysteme oder auch als Energiekreislauf für die ganze Erde erstellt werden und erlauben die Berechnung vollständiger Energiebilanzen. Infolge des Energieflusses durch die verschiedenen trophischen Ebenen der Ökosysteme wird letztlich die gesamte eingestrahlte und von der grünen Pflanze assimilierbare Lichtenergie in Form von Wärme in zeitverzögerter Form wieder an die Umwelt abgegeben. Mittels der komplexen Ausstattung der Lebewesen durch Kompartimente und durch Enzymketten, deren Aktivität vom Organismus gesteuert werden kann, sind energetische Kaskaden realisiert, die die vielfältigen irdischen Lebensprozesse und auch das Prinzip der Nahrungskette durch allmähliches und stufenweises Umwandeln, Speichern oder Freisetzen von Energie möglich machen.

## Größenordnung des Energieflusses
Der Energiefluss durch ein mitteleuropäisches Waldökosystem beträgt als sogenannte Brutto-Primärproduktion (d. h. Biomasse-Produktion ohne Berücksichtigung des durch den Stoffwechsel der Pflanzen veratmeten Anteils) ca. 1 W/m2.
Der Energiefluss eines erwachsenen Menschen liegt in der Größenordnung von 100–150 W. Dies entspricht rund 3 kWh pro Tag oder 10 MJ pro Tag oder 4 GJ pro Jahr. Diese Energie benutzt der Mensch für die Summe aller seiner Stoffwechselaktivitäten, für seine Gewebeproduktion, seine Bewegungen und körperlichen Arbeiten, für seine Kommunikation und Wärmeproduktion. Der Gesamtenergieverbrauch pro Person liegt in Mitteleuropa heute allerdings wesentlich (ca. 20–30 mal) höher, da auch Energie in Form von Erdöl, Holz, Elektrizität usw. für Verkehr, Heizung, industrielle Produktion und anderes verausgabt wird.

## Energiefluss und Stoffkreislauf
Die Primärenergie in Ökosystemen muss nicht notgedrungen aus der Strahlungsenergie des Lichts stammen, sondern kann auch durch biochemische Reaktionen (z. B. Oxidation von Sulfiden) bestritten werden. Dies hat v. a. eine Bedeutung in sauerstofffreien Regionen der Erde (z. B. Hydrothermalquellen im Ozean). Ein funktionierender Energiefluss in Ökosystemen ist die energetische Grundlage dafür, dass sie mit ihrer Organismenwelt langfristig existieren können und dass ein ökologischer Stoffkreislauf möglich ist.